# Asplenium phyllitidis
Asplenium phyllitidis är en svartbräkenväxtart som beskrevs av David Don. Asplenium phyllitidis ingår i släktet Asplenium och familjen Aspleniaceae. Inga underarter finns listade.